# Nicolaus Ludwig Esmarch
Nicolaus Ludwig Esmarch (* 1. April 1654 in Klixbüll; † 6. Mai 1719 in Herzhorn) war ein deutscher Lyriker und evangelischer Theologe.

## Leben
Der Sohn des Pastors Johannes Esmarch († 1666) verlor früh seinen Vater. Gemeinsam mit seinen Brüdern, Johann Detlef, der ebenfalls Pastor wurde, und dem späteren Arzt Hinrich Christian, wurde er auf die Lateinschule in Flensburg geschickt. 1671 nahm er das Theologiestudium an der Universität Kiel auf, das er an der Universität Wittenberg fortsetzte. Nach seinem Studium ging er 1679 nach Kopenhagen, wo er zunächst als Hauslehrer tätig ist. Dort lernte er Ulrik Fredrik Gyldenløve kennen, der ihn als Pfarrer in Herzhorn empfahl. Daraufhin trat Esmarch dieses Kirchenamt 1682 an und verwaltete es bis zu seinem Lebensende.
Neben Gelegenheitsdichtungen zu Beisetzungen, Hochzeiten etc. sind von Esmarch geistliche Gedichte und Epigramme bekannt. Diese gesammelten Werke gab er 1707 in Glückstadt und Leipzig unter den Titeln Sion (Band für die geistliche Lyrik) und Helion (Band für die weltliche Lyrik) heraus. Stilistisch bewegt er sich mit seinen Werken der Zeit entsprechend zwischen dem Barock und dem Zeitalter der Aufklärung.